# Bournègue
Die Bournègue ist ein Fluss in Frankreich, der in der Region Nouvelle-Aquitaine verläuft. Sie entspringt beim Weiler Clotte im Gemeindegebiet von Nojals-et-Clotte, entwässert generell in südwestlicher Richtung und mündet nach rund 20 Kilometern an der Gemeindegrenze von Cavarc und Saint-Quentin-du-Dropt als rechter Nebenfluss in den Dropt. Auf ihrem Weg durchquert die Bournègue die Départements Dordogne und Lot-et-Garonne.

## Orte am Fluss
- Nojals-et-Clotte
- Faurilles
- Roquepine, Gemeinde Sainte-Radegonde

## Sehenswürdigkeiten
- Dolmen de Pincanelle, Bauwerk der Megalithkultur am rechten Flussufer, im Gemeindegebiet von Sainte-Sabine-Born.